# آلفين غريني
آلفين غريني (بالإنجليزية: Alvin Greene)‏ هو سياسي أمريكي، ولد في 30 أغسطس 1977 في فلورنس في الولايات المتحدة. حزبياً، نشط في الحزب الديمقراطي.